# Madasumma australis
Madasumma australis är en insektsart som först beskrevs av Henri Saussure 1878.  Madasumma australis ingår i släktet Madasumma och familjen syrsor. Inga underarter finns listade i Catalogue of Life.